# سیلاکوگا (آلاباما)
سیلاکوگا (به انگلیسی: Sylacauga) شهری در شهرستان تالادیگا ایالت آلاباما است که مساحت آن ۵۰٫۸۷ کیلومتر مربع است و در سرشماری سال ۲۰۱۰ میلادی، ۱۲٬۷۴۹ نفر جمعیت داشته و تراکم جمعیتی آن، ۲۵۰٫۶۲ نفر در هر کیلومتر مربع بوده است.

## نگارخانه

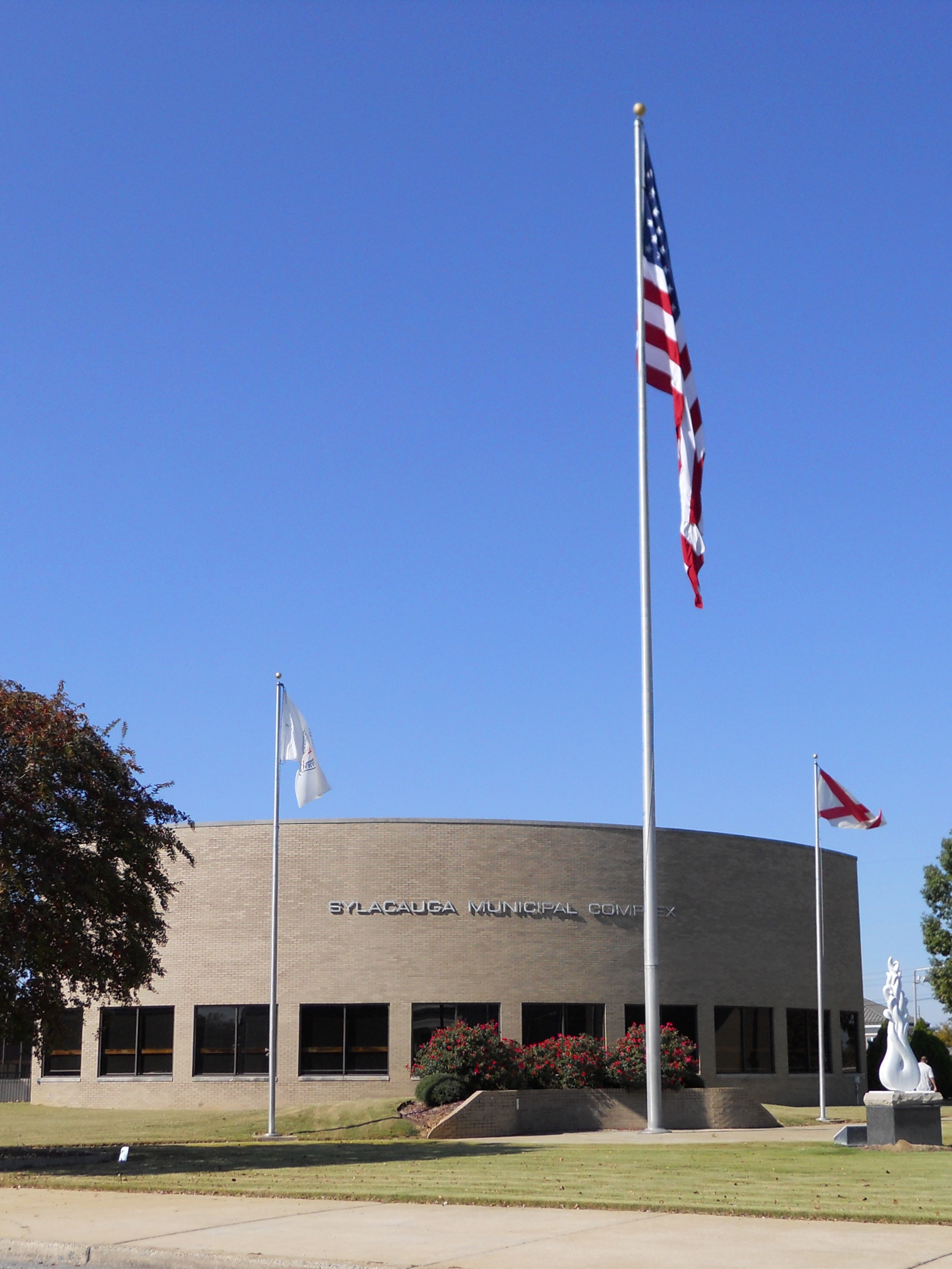
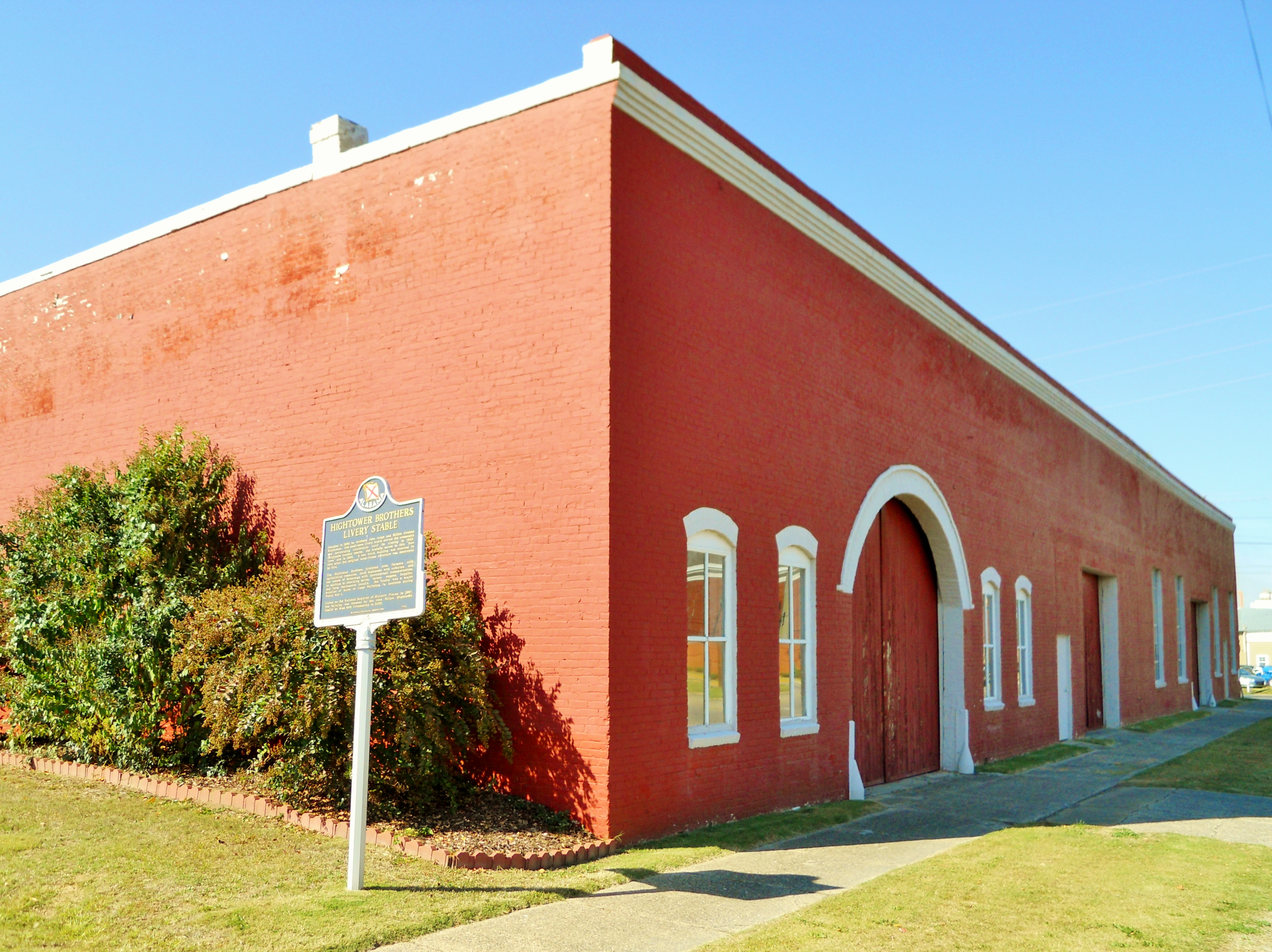
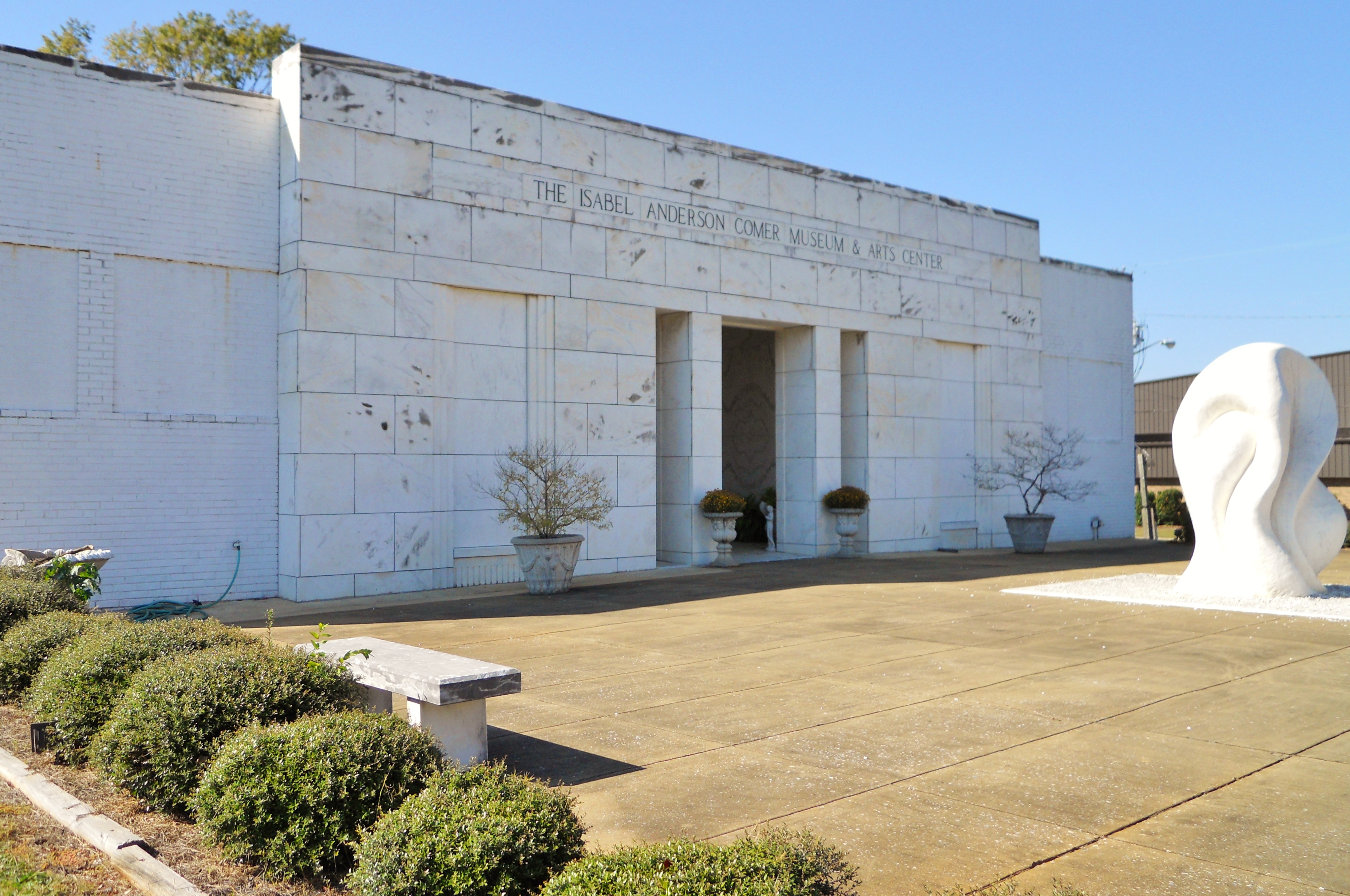
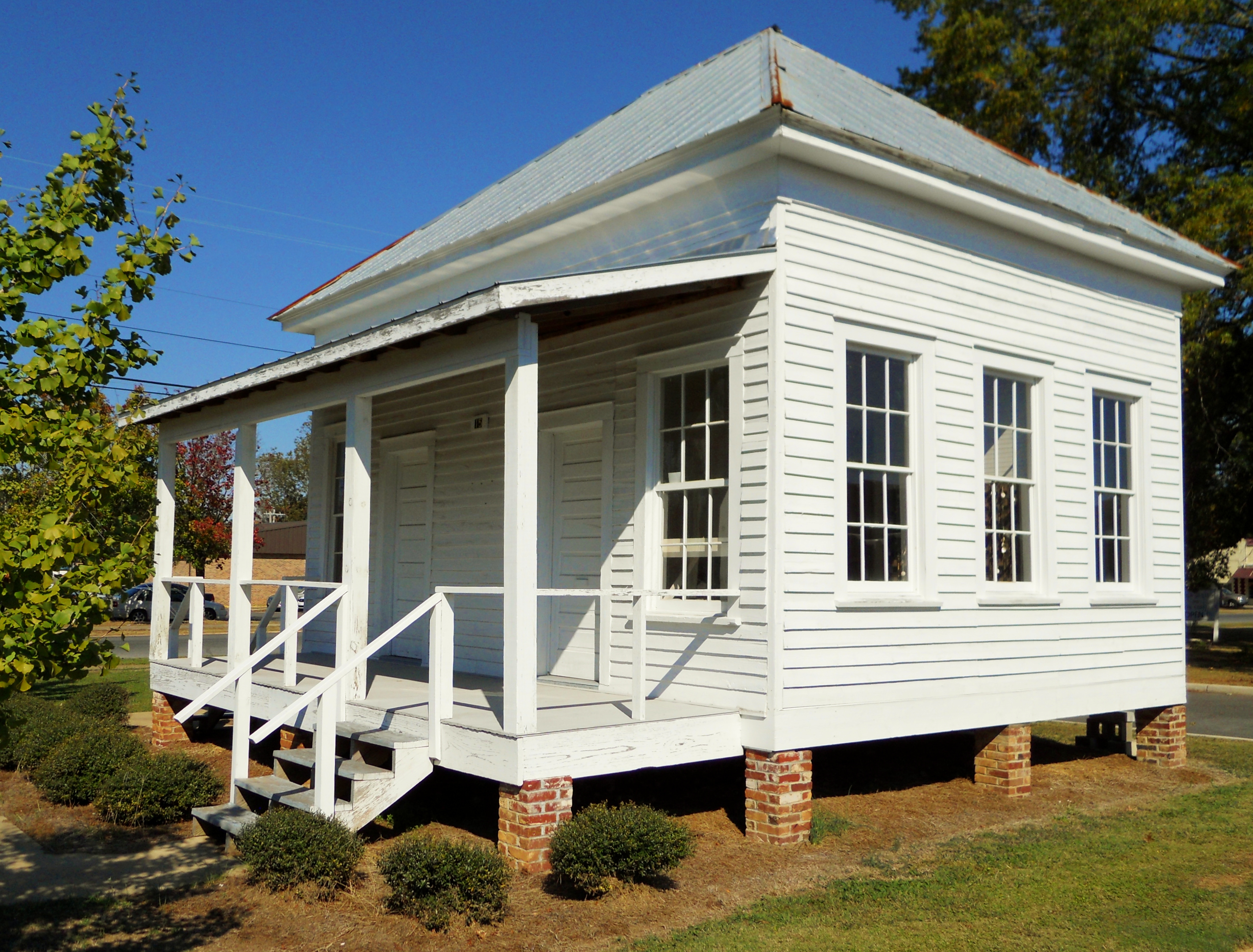
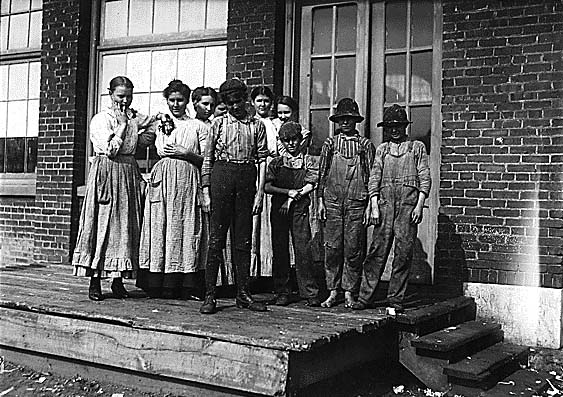